# Мак-Клюр (лунный кратер)
Кратер Мак-Клюр (лат. McClure) — крупный ударный кратер в области юго-западного побережья Моря Изобилия на видимой стороне Луны. Название присвоено в честь британского полярного исследователя Роберта Мак-Клура (1807—1873) и утверждено Международным астрономическим союзом в 1935 г.

## Описание кратера

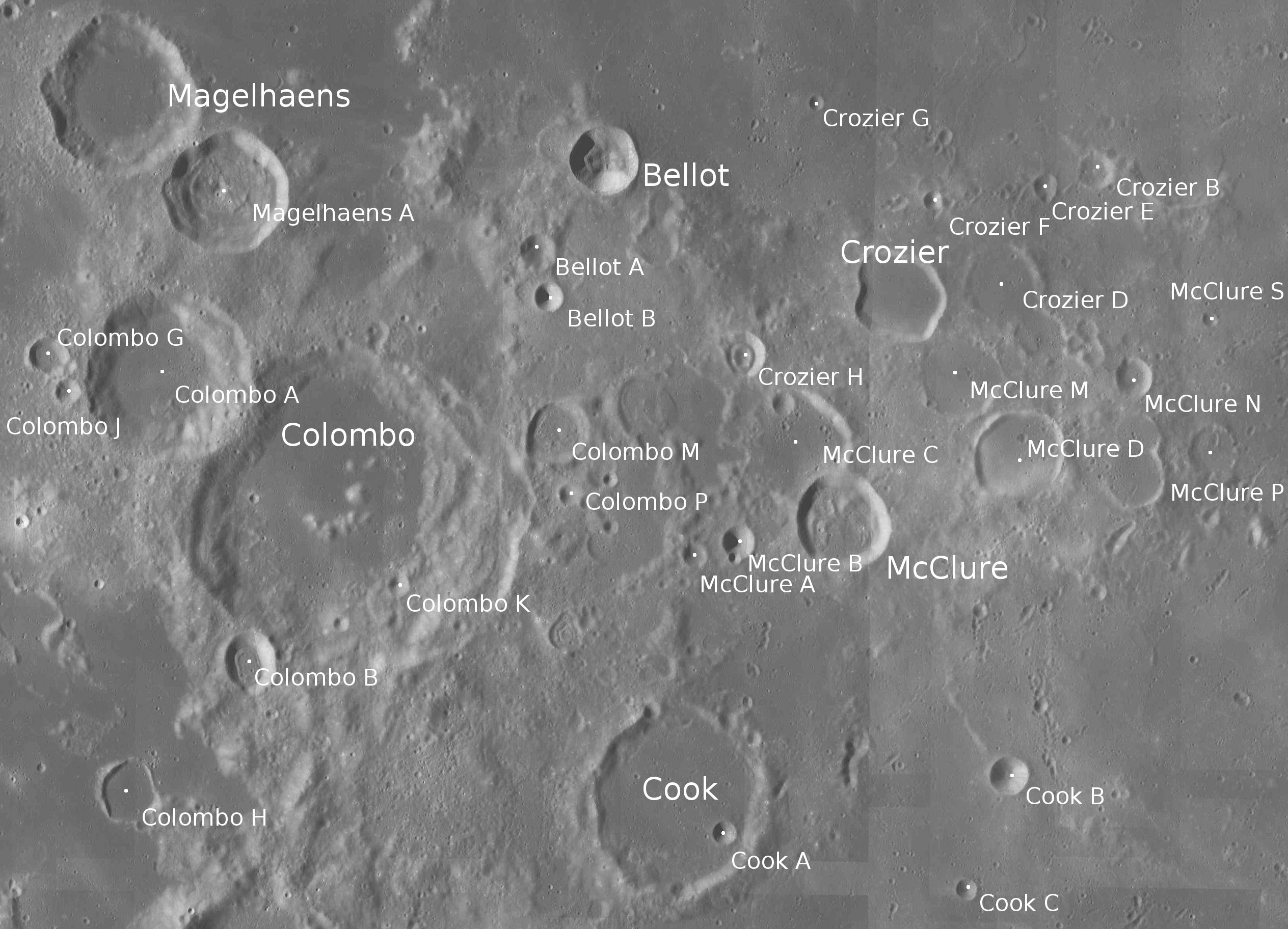
Окрестности кратера Мак-Клюр. Снимок зонда Lunar Reconnaissance Orbiter.

Ближайшими соседями кратера являются кратер Колумб на западе; кратер Белло на северо-западе; кратер Крозье на севере; кратер Венделин на востоке; кратер Био на юге и кратер Кук на юго-западе. На западе от кратера Мак-Клюр находятся горы Пиренеи и далее за ними Море Нектара. Селенографические координаты центра кратера 15°19′ ю. ш. 50°14′ в. д. / 15,32° ю. ш. 50,24° в. д., диаметр 24,0 км, глубина 1180 м.
Кратер Мак-Клюр имеет близкую к циркулярной форму с небольшим отклонением от неё в северо-восточной части, где вал кратера спрямлен. Вал с четко очерченной кромкой и узким гладким внутренним склоном. Высота вала над окружающей местностью достигает 820 м, объем кратера составляет приблизительно 330 км³.  Дно чаши пересеченное, в северной и западной части чаши расположено несколько небольших хребтов. Некоторые источники указывают наличие центрального холма высотой 700 м.	

## Сателлитные кратеры

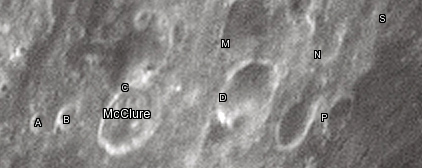
Снимок Девида Кемпбелла.

| Мак-Клюр | Координаты                                            | Диаметр, км |
| -------- | ----------------------------------------------------- | ----------- |
| A        | 15°36′ ю. ш. 48°57′ в. д. / 15,6° ю. ш. 48,95° в. д.  | 6,1         |
| B        | 15°29′ ю. ш. 49°20′ в. д. / 15,49° ю. ш. 49,33° в. д. | 8,1         |
| C        | 14°44′ ю. ш. 49°52′ в. д. / 14,73° ю. ш. 49,86° в. д. | 25,9        |
| D        | 14°48′ ю. ш. 51°44′ в. д. / 14,8° ю. ш. 51,74° в. д.  | 24,2        |
| M        | 14°11′ ю. ш. 51°14′ в. д. / 14,19° ю. ш. 51,24° в. д. | 20,5        |
| N        | 14°11′ ю. ш. 52°43′ в. д. / 14,19° ю. ш. 52,71° в. д. | 9,1         |
| P        | 14°46′ ю. ш. 53°22′ в. д. / 14,77° ю. ш. 53,37° в. д. | 12,3        |
| S        | 13°44′ ю. ш. 53°22′ в. д. / 13,73° ю. ш. 53,36° в. д. | 3,5         |

## См.также
- Список кратеров на Луне
- Лунный кратер
- Морфологический каталог кратеров Луны
- Планетная номенклатура
- Селенография
- Минералогия Луны
- Геология Луны
- Поздняя тяжёлая бомбардировка